# Stéphane Gillet
Stéphane Gillet (Luxembourg, 20 augustus 1977) is een voormalig voetballer uit Luxemburg. Hij speelde als doelman gedurende zijn carrière, in onder meer België, Frankrijk en Duitsland. Gillet beëindigde zijn carrière in 2010 bij Sporting Steinfort.

## Interlandcarrière
Gillet kwam in totaal 20 keer uit voor de nationale ploeg van Luxemburg in de periode 2000-2006. Onder leiding van bondscoach Paul Philipp maakte hij zijn debuut op 11 oktober 2000 in de WK-kwalificatiewedstrijd in Moskou tegen Rusland, die met 3-0 verloren werd. Zijn twintigste en laatste interland speelde hij op 15 november 2006 in Luxembourg tegen Togo (0-0).

## Erelijst
FC Wil
- Schweizer Cup

2004